# Mannophryne caquetio
Mannophryne caquetio – gatunek płaza bezogonowego z rodziny Aromobatidae, żyjący w skrajnie północnej Ameryce Południowej. Endemit Wenezueli, jest zagrożony wyginięciem.

## Występowanie
Gatunek znany jest jedynie z dwóch stanowisk w górach Sierra de Churuguara w stanie Falcón w północno-zachodniej Wenezueli, choć możliwe, że występuje też na innych obszarach tego systemu górskiego. Stwierdzenia gatunku miały miejsce na wysokościach 750–900 m n.p.m.
Prowadzi dzienny, lądowy tryb życia. Występuje wzdłuż wąskich potoków płynących przez suche lasy nizinne i wilgotne lasy podgórskie.

## Rozmnażanie
Samiec prawdopodobnie przenosi na grzbiecie kijanki do zbiorników wodnych.

## Status zagrożenia
W Czerwonej księdze gatunków zagrożonych IUCN Mannophryne caquetio od 2020 roku klasyfikowany jest jako gatunek zagrożony (EN, ang. Endangered); wcześniej, od 2004 roku uznawano go za gatunek krytycznie zagrożony (CR, ang. Critically Endangered).
Płaz ten ma ograniczony (szacowany na 1347 km²) i pofragmentowany zasięg występowania, a jego liczebność prawdopodobnie spada. Główne zagrożenie stanowią działania człowieka, w tym rozwój rolnictwa i osadnictwa oraz zanieczyszczenia powodujące niedorozwój kończyn. Pewną negatywną rolę mogą też odgrywać choroby zakaźne.